# Gurkmejasläktet
Gurkmejasläktet (Curcuma) är ett växtsläkte i familjen ingefärsväxter med cirka 50 arter som förekommer naturligt i sydöstra Asien. En art är från Australien.